# Monomorium rotundatum
Monomorium rotundatum är en myrart som beskrevs av Santschi 1920. Monomorium rotundatum ingår i släktet Monomorium och familjen myror. Inga underarter finns listade i Catalogue of Life.